# Sigurd Lavard
Sigurd Sverresson Lavard (Lavard av anglosaxiskans hlaford - lord), född omkring 1175, troligen på Färöarna, död omkring 1200, var en norsk storman. Sigurd var äldste son till den norske kungen Sverre Sigurdsson och en okänd kvinna. Hans son Guttorm Sigurdsson blev norsk kung vid fyra års ålder.